# Adolphe Giraldon

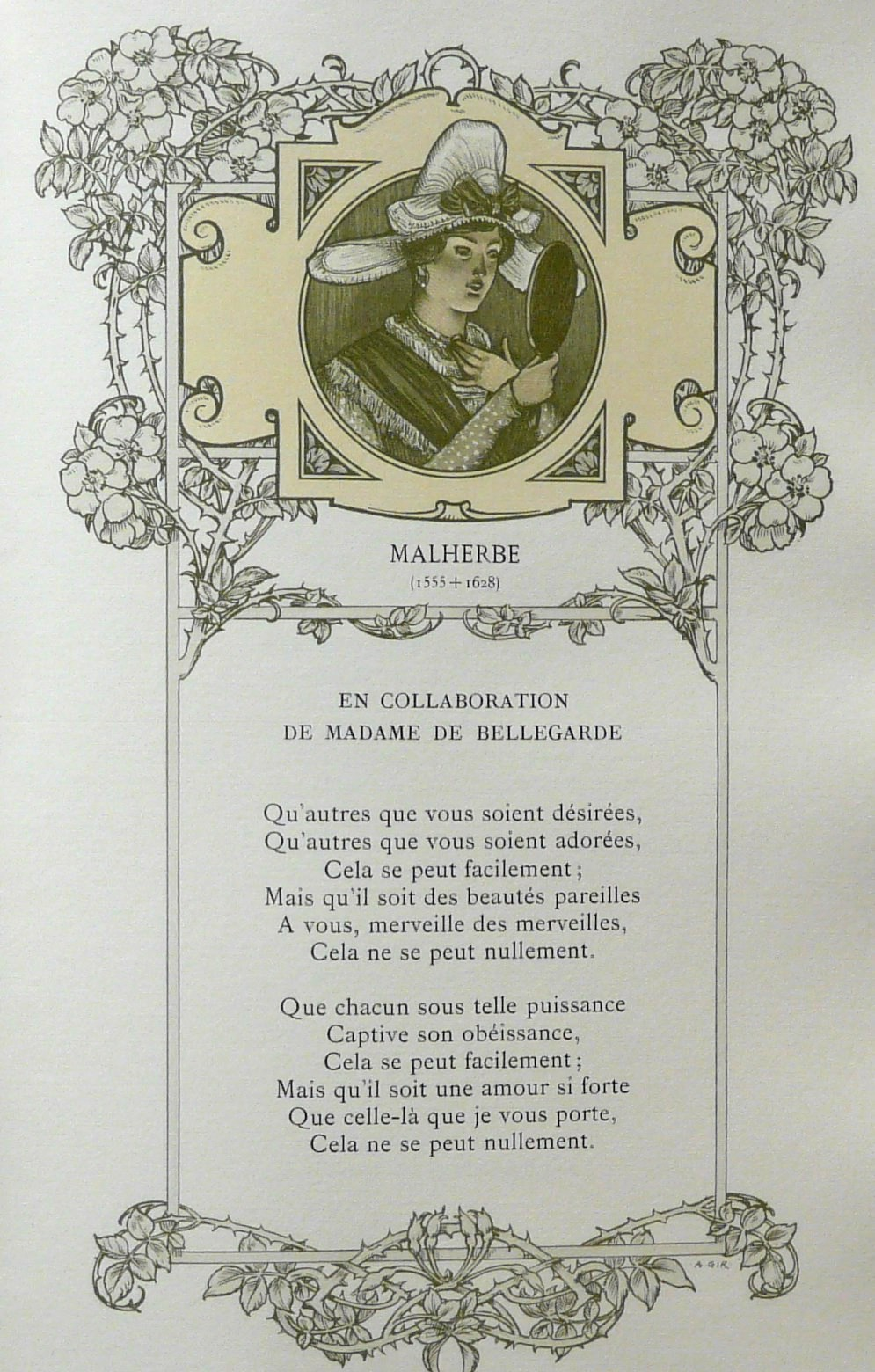
Giraldon, Illustrazione per Le Chansonnier Normand

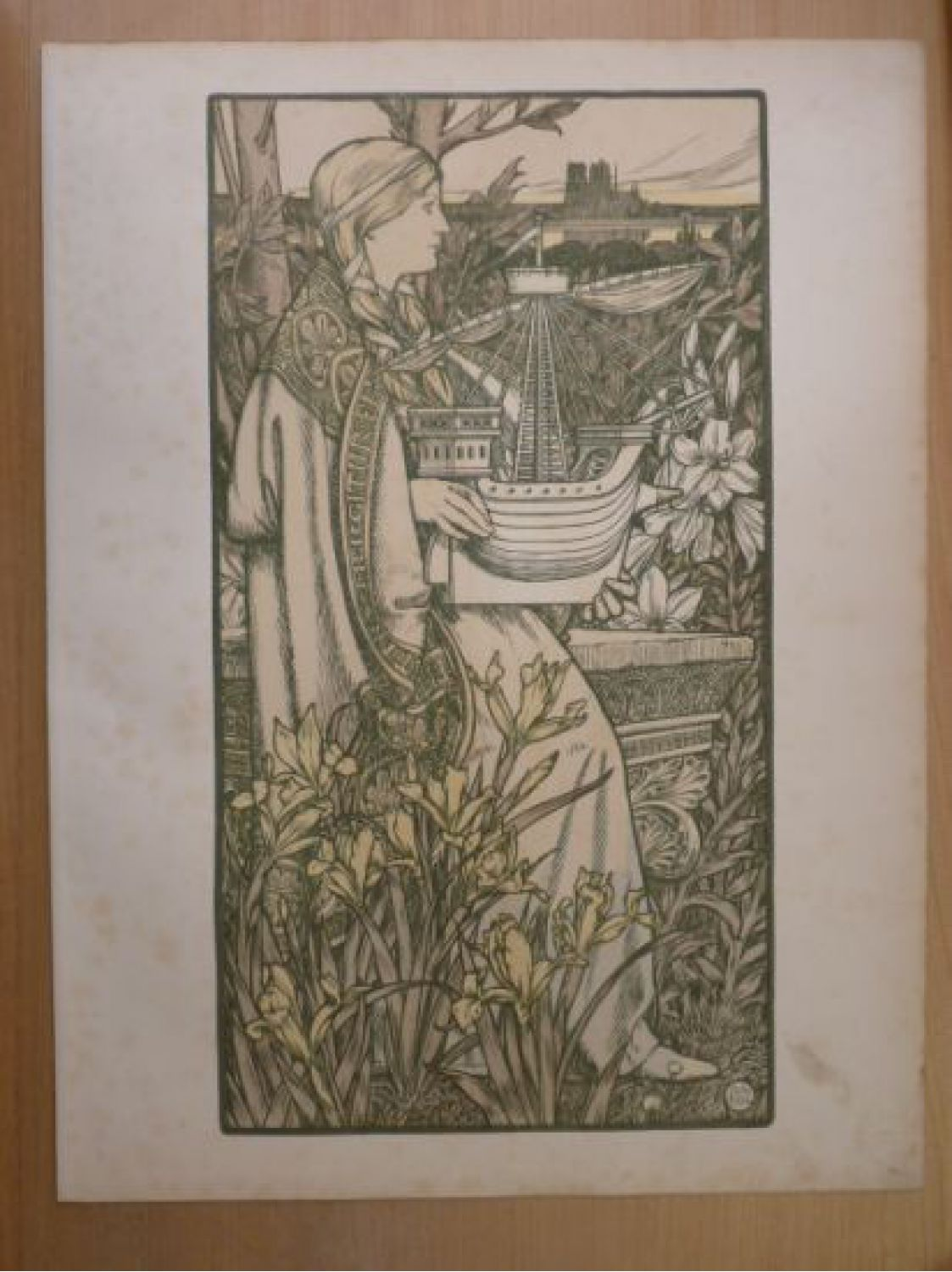
Adolphe Giraldon, Lutèce. Litografia per L'Estampe Moderne,1898-1899

Adolphe Giraldon (Marsiglia, 4 maggio 1855 – Parigi, 1933) è stato un pittore e illustratore francese.

## Biografia
Nato a Marsiglia, Adolphe Giraldon, è stato allievo di Francois Louis Francais collaboratore e amico del pittore Luc-Olivier Merson. 
Si è trasferito a Glasgowdove è diventato docente di arti decorative della Scuola d'Arte di Glasgow.
Adolphe Giraldon ha realizzato numerosi disegni in stile Art Nouveau per la rilegatoria industriale e per amatori.
Come litografo ha collaborato con L'Estampe moderne.

## Principali libri illustrati
- Tolla, di Edmond About, Hachette, 1889
- Trente et quarante, di Edmond About, Hachette, 1891
- Pastels, di Paul Bourget, Conquet, 1895
- Aspasie, Cléopâtre, Théodora, di Henry Houssaye, per la rivista Amis des Livres, 1899
- Le Chansonnier Normand, per la Société Normande du Livre Illustré, 1905
- Les Eglogues, di Virgilio, Plon-Nourrit, 1906
- Les Nuits, di Alfred de Musset, per Henri Couderc de Saint-Chamant, 1911
- la Vie des Abeilles, di Maurice Maeterlinck, Ferroud, 1914-1918
- Au Jardin de l'Infante, di Albert Samain, Ferroud, 1920
- Le Médailler, di Henri de Régnier, per Le Livre Contemporain, 1923
- Le Centaure, la Bacchante, di Maurice de Guérin, Plon-Nourrit, 1925
- Les Saints Evangiles, traduzione di A. Fleury, Maison d'édition Mame, 1933

## Copertine disegnate da Giraldon
(lista incompleta)
- Les animaux domestiques, di Albert Guillaume, Maison Quantin, 1884
- Au Drapeau !, di Maurice Loir, Hachette, 1897
- Mémoires du Sieur de Pontis, Hachette, 1898
- Massenet, de Louis Schneider, Carteret, 1908

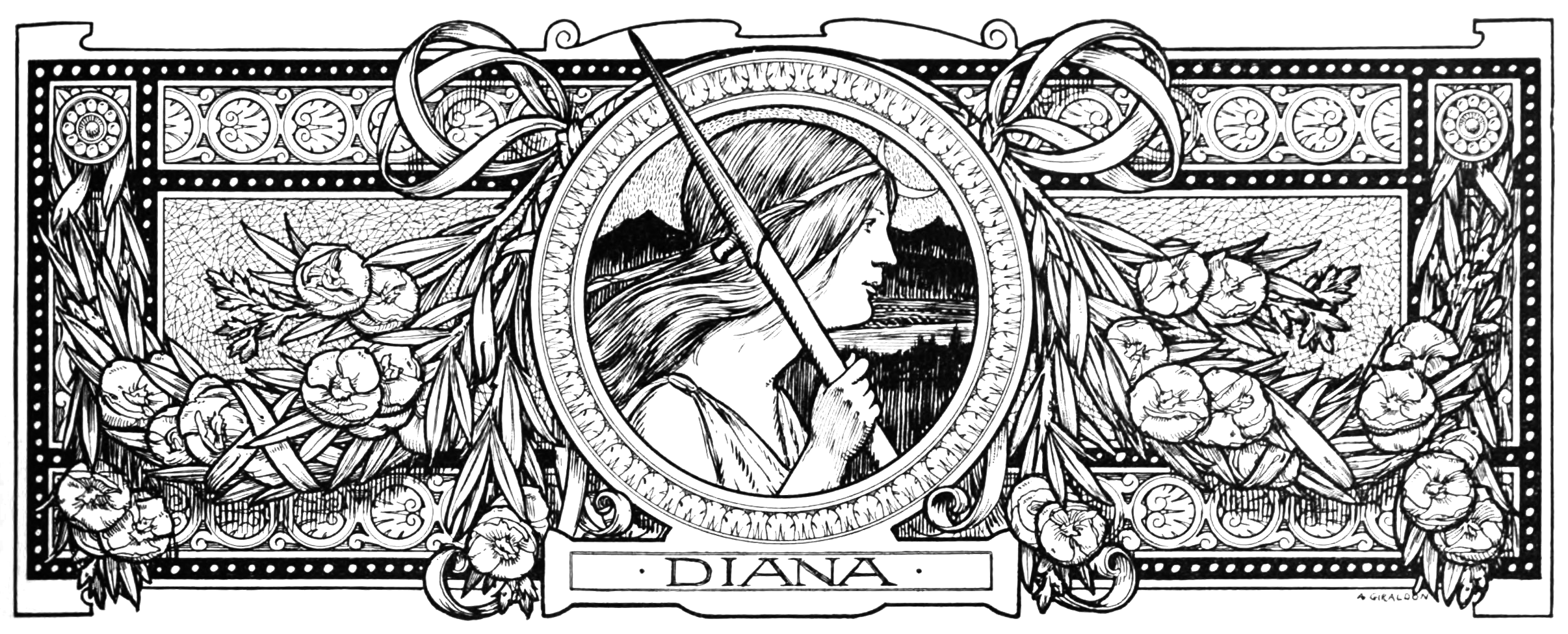
Adolphe Giraldon - Diana
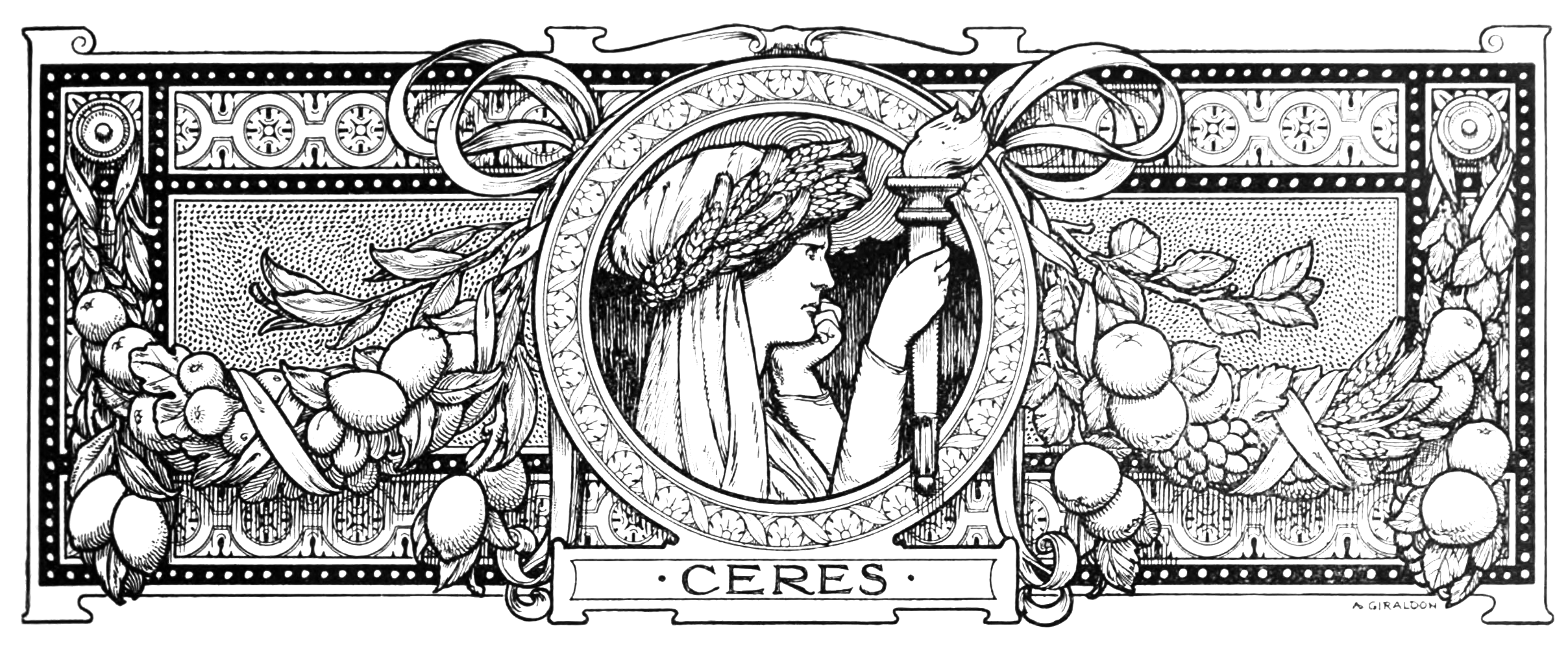
Adolphe Giraldon - Cerere
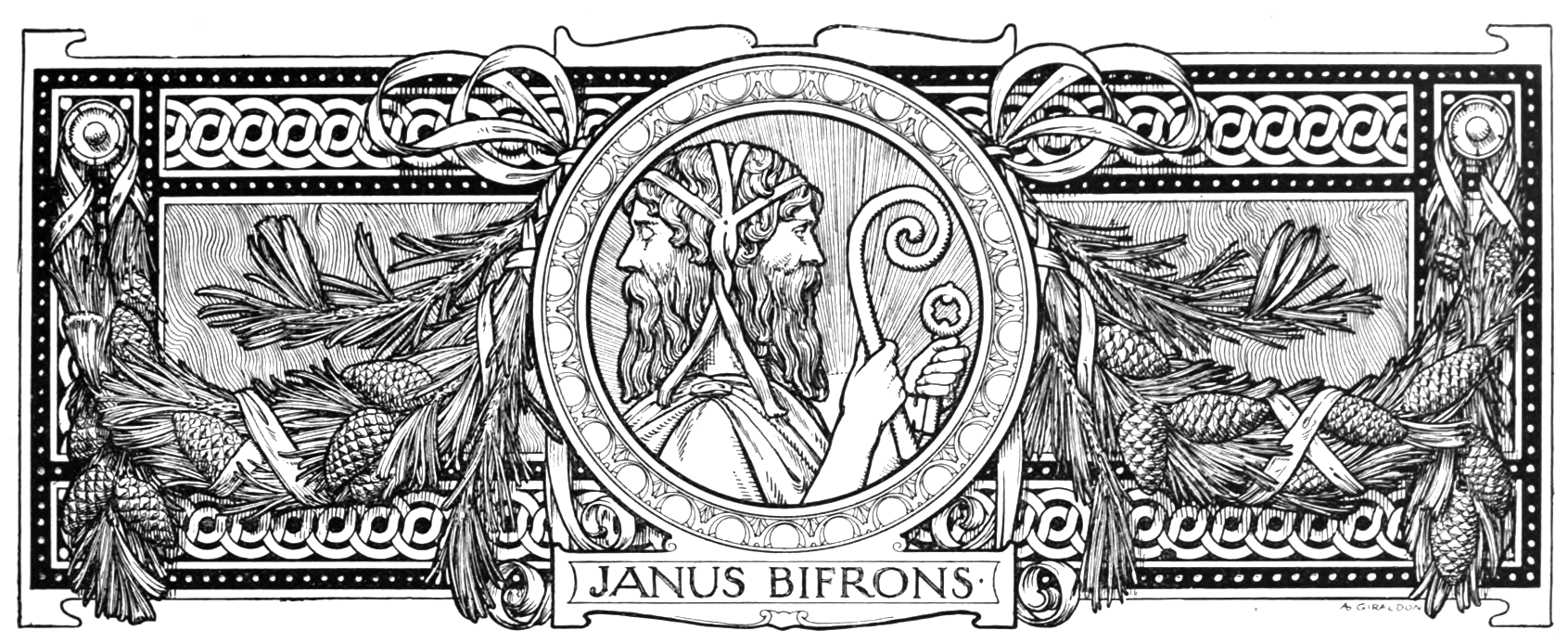
Adolphe Giraldon - Giano bifronte
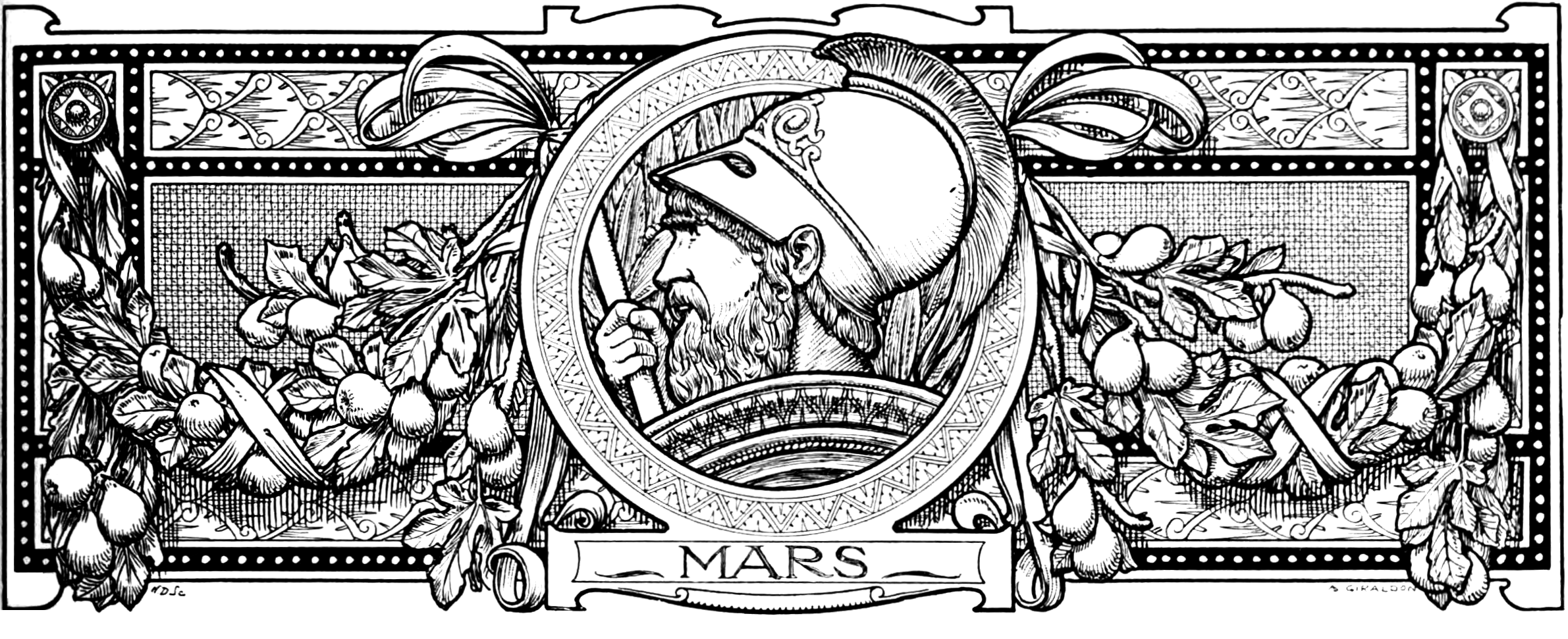
Adolphe Giraldon - Marte
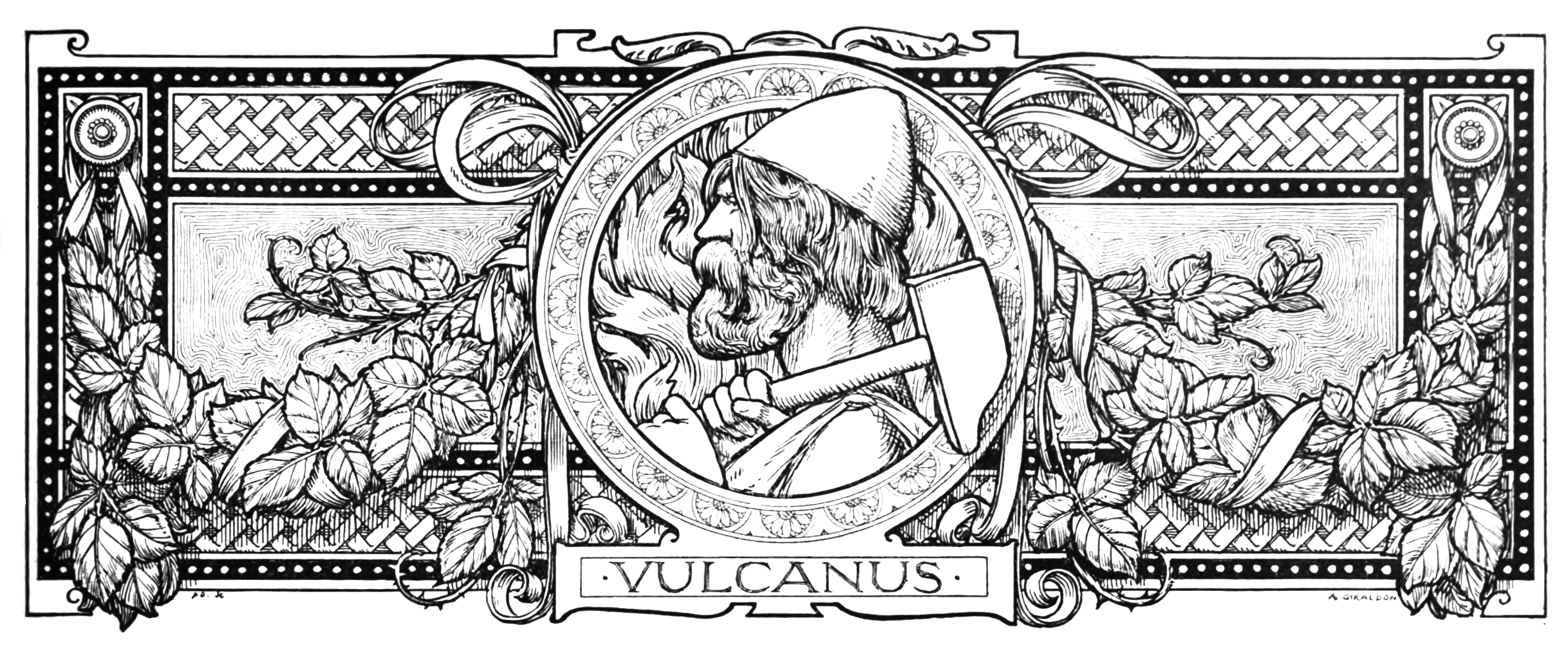
Adolphe Giraldon -Vulcanuo